# Édith Piaf
Édith Piaf, eredeti nevén: Édith Giovanna Gassion (Párizs, 1915. december 19. – Placassier, Grasse, 1963. október 10.) francia sanzonénekesnő, sanzonszerző, színésznő.

## Nevének eredete
Piaf a francia argóban verebet jelent (nyilvánvaló utalás vékony testalkatára – Édith 142 cm magas, 40 kg  volt). Művésznevét felfedezője, Louis Leplée adta neki, aki azt mondta, hogy olyan, mint egy veréb. Másik becenevének – la môme – jelentése „kölyök”, „fiatalasszony”, ez utalás fiatal korára a felfedezése idején.

## Élete

### Hányatott gyermekkora
Anyja, Annetta Giovanna Maillard (művésznevén Line Marsa), bárénekesnő volt. Anetta apai ágról olasz származású volt, míg édesanyja egy Emma (Édith nagyanyja) egy kabil (algériai berber) akrobata és egy francia anya lánya volt. Isztambulba ment énekelni, ezért a kis Édithet rábízta anyjára, majd apai nagyanyjához került, aki egy bordélyház madámja volt Normandiában, az Eure megyei Bernay-ben. Apja, Louis-Alphonse Gassion, aki cirkuszi artistaként próbált megélni, magához vette a lányát. Ezt követően Édith utcai mutatványosként szerepelt. Ilyen irányú pályafutása hamar véget ért vékony alkata miatt, énekhangjának köszönhetően azonban továbbra is  pénzt kereshetett apja mutatványai mellett: a kígyóember-mutatványa után Édith dalai következtek.
1919-ben szaruhártya-gyulladás (keratitisz) következtében megvakult, látását csak négy évvel később, hétévesen nyerte vissza, elmondása szerint a Lisieux-i Szent Terézhez intézett imádságoknak és a szent sírjához tett zarándokútnak köszönhetően.
1932-ben megszületett első gyermeke: Marcellina. Édith ekkor 17 éves volt, gyermekének apja, Louis Dupont pedig 18. A gyerek azonban kétéves korában agyhártyagyulladás következtében elhunyt.

### Énekesnői pályájának kezdete

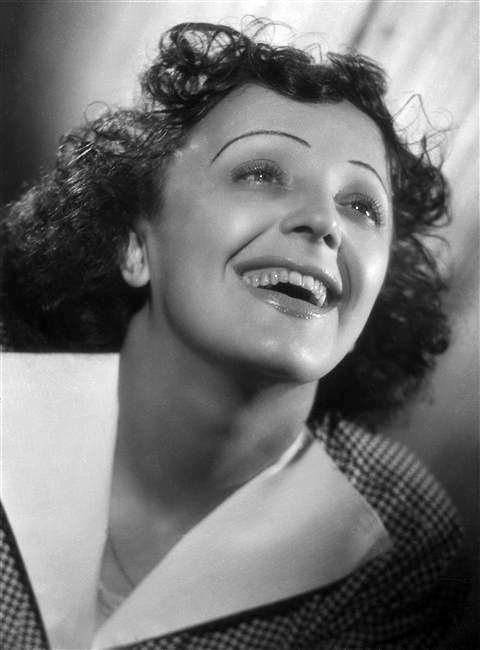
1946-ban készült portréja a Harcourt Paris fotóstúdióban.

Az utcai éneklés közben figyeltek fel tehetségére, és Louis Leplée, a Gerny’s kabaré igazgatója, a kávéház-tulajdonos indította el pályáján. Ő adta neki a „Piaf” nevet is.
1935-ben, húszévesen énekelt először színpadon. Első fellépésén maga kötötte pulóverben jelent meg, melynek egyik ujjával nem készült el, s a hiányt egy fehér selyemkendővel palástolta.
1936 áprilisában Louis Leplée-t meggyilkolták, a gyanúsítottak között Édith is szerepelt. A botrány következtében újra utcára került volna, ha Raymond Asso költő fel nem karolja. Három évig tanította, szép sanzonokat írt neki és kiharcolta első revüszínházi fellépését. Bemutatta Marguerite Monnot-nak, aki aztán olyan örökzöld Piaf-slágereket szerzett, mint a „Milord”.
1940-ben megismerte Jean Cocteau-t, aki neki és partnerének, Paul Meurisse-nek írta A közönyös szépfiú című darabját. Meurisse és Piaf között élettársi viszony állt fenn egészen 1942-ig.
Párizs 1940-es német megszállása után 1941-ben filmszerepet kapott, a megszállás idején pedig rendszeresen énekelt a katonáknak. A hadifoglyok árváinak megsegítésére gálaestet szervezett. A műsor után az elegáns nézők nercbundáit és ékszereit elárverezték, hogy pénzt gyűjtsenek. Segítette zsidó énekes kollégáit, akik állás nélkül maradtak, vagy elhurcolás fenyegette őket.
1943-ban Charles Trenet-vel, Loulou Gastével és más ismert párizsi sanzon-énekessel együtt Piaf is utazást tett Berlinben, ismertség-növelő, mai szóval „promóciós” célból. E németországi körútja miatt 1944-ben, miután a szövetségesek felszabadították Franciaországot, Piafot sok művésztársával együtt kollaborációval vádolták.
1946-ban kezdett igazán ismertté válni nemzetközi szinten, amikor nyugat-európai turnéra indult.

### Világhír és tragédiák

1959-ben Marlene Dietrich társaságában.

1947 novemberében lépett fel először New Yorkban, azonban nem aratott sikert az amerikai közönség előtt. Későbbi fellépései azonban már itt is nagyon sikeresek. Ugyanebben az évben ismerte meg nagy szerelmét, Marcel Cerdan bokszvilágbajnokot.
1949 októberében Marcel Cerdan repülőgép-szerencsétlenségben meghalt, miközben Édith New York-i fellépésére repült. Ennek következtében Édith alkoholista lett, amitől élete végéig nem tudott szabadulni. Nemsokára a morfiumra is rászokott, amit először egy kórházban kapott fájdalmai enyhítésére, ugyanis közben autóbalesetet szenvedett.
1952-ben feleségül ment Jacques Pills sanzonénekeshez. Esküvői tanúja Marlene Dietrich volt. Nászútjuk egyetlen óriási turné volt: New York, Hollywood, San Francisco, Las Vegas, Miami. Négy évvel később azonban elváltak.
Az 50-es évek közepére Piaf egészsége megrendült, de ő orvosai tiltása ellenére újra és újra színpadra lépett. Fellépett a New York-i Carnegie Hallban és a Waldorf Astoriában épp oly sikert aratva, mint a párizsi Olympia színpadán vagy Stockholm legnagyobb zenés színházában. Előfordult, hogy éneklés közben többször összeesett. Az 1950-es évek végén, Stockholmban bekövetkezett rosszulléte után a kórházban gyógyíthatatlan, áttétes rákot diagnosztizáltak nála.

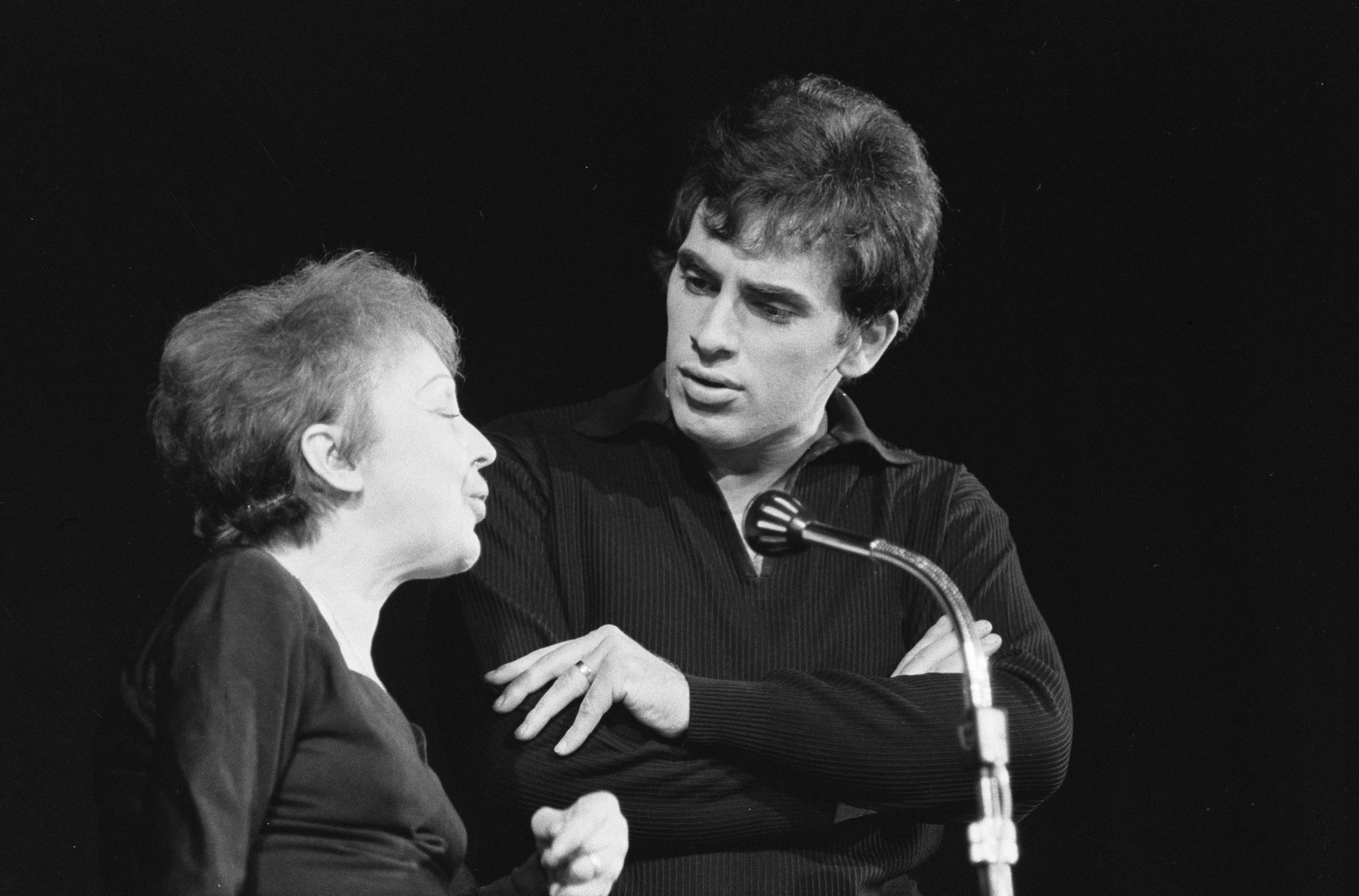
1962-ben betegen, második férjével, Théo Sarapóval Rotterdamban.

1962. október 9-én, 46 évesen, már nagyon betegen feleségül ment a görög származású, 26 éves Théo Sarapo énekeshez (eredeti nevén Thépohanis Lamboukashoz), akivel együtt többször is fellépett. Híres slágerük A szerelem mire jó? című sanzon. Piaf utolsó koncertkörútját „öngyilkos turnénak” is szokták nevezni.

### Halála

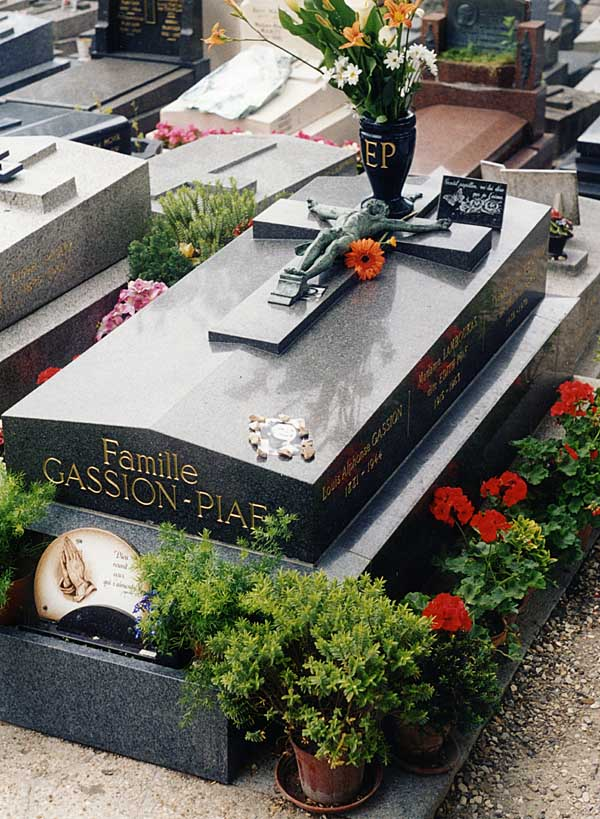
Édith Piaf sírja a párizsi Père-Lachaise temetőben

1963 augusztusában egy plascassier-i házba vonult vissza, Grasse külvárosában, a Francia Riviérán. Itt élte utolsó hónapjait, állandó gondozás mellett, és itt hunyt el 1963. október 10-én a déli órákban máj eredetű kómával párosult belsővérzés következtében. Holttestét Sarapo és barátai éjszaka egy mentőautóban titokban Párizsba szállították, halálának hírét október 11-én reggel közölték, mintha itt, szülővárosában hunyt volna el, régi barátjával, Jean Cocteau-val egyazon napon.
A párizsi Père-Lachaise temetőben helyezték végső nyugalomra. Óriási részvét mellett kísérték utolsó útjára, a fővároson keresztül haladó gyászmenetet a Boulevard Lannes-tól a montparnasse-i Père-Lachaise-ig mintegy 40 000 ember kísérte, rajongói Párizsból és más vidékekről. Bár Piaf hívő katolikus volt, „bűnös életvitelére” hivatkozva a katolikus egyház megtagadta az egyházi temetést és a gyászmise tartását. Sírjánál csak Thouvenin de Villaret atya, a színházi és zenei szakma alamizsnása (aumônier) mondhatott rövid áldást.
Sírkövére ezt vésték: „Madame Lamboukas, dite Édith Piaf” (Lamboukasné, akit Édith Piaf-ként ismertek). Sírhelye a temető 97. parcellájában található (pontosan itt: é. sz. 48° 51′ 35″, k. h. 2° 23′ 56″48.859722°N 2.398889°E). Édith Piafon kívül itt nyugszik édesapja, Louis-Alphonse Gassion († 1944) és kislánya, Marcelle, aki 2 éves korában, 1935-ben halt meg, valamint Piaf férje, Théo Sarapo (Thépohanis Lamboukas) is, aki 1970-ben autóbalesetben veszítette életét.

## Diszkográfia
| Megjelenés éve | Album neve                                                                                                  | Kiadó                                                    | Formátum       |
| -------------- | --- | -------------------------------------------------------- | -------------- |
| 1936           | Fais-moi valser / Quand même                                                                                | Polydor Records                                          | 25 cm / 78 rpm |
| 1936           | Les hiboux /J'suis mordue                                                                                   | Polydor Records                                          | 25 cm / 78 rpm |
| 1936           | Les mômes de la cloche / L'étranger                                                                         | Polydor Records                                          | 25 cm / 78 rpm |
| 1936           | Mon amant de la coloniale / Les deux ménétriers                                                             | Polydor Records                                          | 25 cm / 78 rpm |
| 1936           | Mon apéro / La java de Cézigue                                                                              | Polydor Records                                          | 25 cm / 78 rpm |
| 1936           | La petite boutique / 'Chant d'habit                                                                         | Polydor Records                                          | 25 cm / 78 rpm |
| 1936           | Reste / La fille et le chien                                                                                | Polydor Records                                          | 25 cm / 78 rpm |
| 1936           | Va danser / La Julie jolie                                                                                  | Polydor Records                                          | 25 cm / 78 rpm |
| 1936           | Y'avait du soleil / Il est pas distingué                                                                    | Polydor Records                                          | 25 cm / 78 rpm |
| 1937           | Browning / C'est toi le plus fort                                                                           | Polydor Records                                          | 25 cm / 78 rpm |
| 1937           | Le contrebandier /Ne m'écris pas                                                                            | Polydor Records                                          | 25 cm / 78 rpm |
| 1937           | Correcu' et réguyer / Entre Saint-Ouen et Clignancourt                                                      | Polydor Records                                          | 25 cm / 78 rpm |
| 1937           | J'entends la sirène / Le chacal                                                                             | Polydor Records                                          | 25 cm / 78 rpm |
| 1937           | Mon cœur est au coin d'une rue / Dans un bouge du vieux port                                                | Polydor Records                                          | 25 cm / 78 rpm |
| 1937           | Mon légionnaire / Le fanion de la légion                                                                    | Polydor Records                                          | 25 cm / 78 rpm |
| 1937           | Paris-Méditerranée / Un jeune homme chantait                                                                | Polydor Records                                          | 25 cm / 78 rpm |
| 1937           | Partance / Le mauvais matelot                                                                               | Polydor Records                                          | 25 cm / 78 rpm |
| 1937           | Tout fout le camp / Ding din don                                                                            | Polydor Records                                          | 25 cm / 78 rpm |
| 1938           | C'est lui que mon cœur a choisi / Le grand voyage du pauvre nègre                                           | Polydor Records                                          | 25 cm / 78 rpm |
| 1938           | Madeleine qu'avait un cœur / Les marins, ça fait des voyages                                                | Polydor Records                                          | 25 cm / 78 rpm |
| 1939           | Les deux copains / Le petit monsieur triste                                                                 | Polydor Records                                          | 25 cm / 78 rpm |
| 1939           | Elle fréquentait la rue Pigalle / Je n'en connais pas la fin                                                | Polydor Records                                          | 25 cm / 78 rpm |
| 1939           | Elle fréquentait la rue Pigalle / Le grand voyage du pauvre nègre                                           | Polydor Records                                          | 25 cm / 78 rpm |
| 1939           | Je n'en connais pas la fin / C'est lui que mon cœur a choisi                                                | Polydor Records                                          | 25 cm / 78 rpm |
| 1940           | Embrasse-moi / Sur une colline                                                                              | Polydor Records                                          | 25 cm / 78 rpm |
| 1940           | Escales / L'accordéoniste                                                                                   | Polydor Records                                          | 25 cm / 78 rpm |
| 1940           | On danse sur ma chanson / C'est la moindre des choses                                                       | Polydor Records                                          | 25 cm / 78 rpm |
| 1940           | Y'en a un de trop / Jimmy c'est lui                                                                         | Polydor Records                                          | 25 cm / 78 rpm |
| 1940           | Y'en a un de trop / On danse sur ma chanson                                                                 | Polydor Records                                          | 25 cm / 78 rpm |
| 1941           | C'est un monsieur très distingué / Où sont-ils mes petits copains ?                                         | Polydor Records                                          | 25 cm / 78 rpm |
| 1941           | C'était un jour de fête / J'ai dansé avec l'amour                                                           | Polydor Records                                          | 25 cm / 78 rpm |
| 1941           | Le contrebandier / ?                                                                                        | Polydor Records                                          | 25 cm / 78 rpm |
| 1942           | J'ai qu'à l'regarder / ?                                                                                    | Polydor Records                                          | 25 cm / 78 rpm |
| 1942           | Les marins, ça fait des voyages / Le contrebandier                                                          | Polydor Records                                          | 25 cm / 78 rpm |
| 1942           | Mon amant de la coloniale / Le chacal                                                                       | Polydor Records                                          | 25 cm / 78 rpm |
| 1942           | Simple comme bonjour / Le vagabond                                                                          | Polydor Records                                          | 25 cm / 78 rpm |
| 1943           | Le brun et le blond / ?                                                                                     | Polydor Records                                          | 25 cm / 78 rpm |
| 1943           | Le disque usé / C'était une histoire d'amour                                                                | Polydor Records                                          | 25 cm / 78 rpm |
| 1944           | C'est toujours la même histoire / Un monsieur me suit dans la rue                                           | Polydor Records                                          | 25 cm / 78 rpm |
| 1944           | Celui qui ne savait pas pleurer / Les gars qui marchaient                                                   | Polydor Records                                          | 25 cm / 78 rpm |
| 1944           | Coup de grisou / C'est toujours la même histoire                                                            | Polydor Records                                          | 25 cm / 78 rpm |
| 1944           | De l'autre côté de la rue / Y'a pas d'printemps                                                             | Polydor Records                                          | 25 cm / 78 rpm |
| 1944           | Le disque usé / Les histoires de cœur                                                                       | Polydor Records                                          | 25 cm / 78 rpm |
| 1944           | Le disque usé / Un monsieur me suit dans la rue                                                             | Polydor Records                                          | 25 cm / 78 rpm |
| 1944           | Escale / C'était une histoire d'amour                                                                       | Polydor Records                                          | 25 cm / 78 rpm |
| 1944           | Monsieur Saint Pierre / Histoire de cœur                                                                    | Polydor Records                                          | 25 cm / 78 rpm |
| 1944           | Regarde-moi toujours comme ça / Il riait                                                                    | Polydor Records                                          | 25 cm / 78 rpm |
| 1944           | Un coup de grisou / Le chasseur de l'hôtel                                                                  | Polydor Records                                          | 25 cm / 78 rpm |
| 1944           | Y'a pas d'printemps / Les deux rengaines                                                                    | Polydor Records                                          | 25 cm / 78 rpm |
| 1945           | Adieu mon cœur / Le chant du pirate                                                                         | Columbia Records                                         | 25 cm / 78 rpm |
| 1945           | Monsieur Saint Pierre / C'est toujours la même histoire                                                     | Polydor Records                                          | 25 cm / 78 rpm |
| 1946           | C'est merveilleux / ?                                                                                       | Columbia Records                                         | 25 cm / 78 rpm |
| 1946           | Céline / Dans les prisons de Nantes                                                                         | Columbia Records                                         | 25 cm / 78 rpm |
| 1946           | J'm'en fous pas mal / Le petit homme                                                                        | Columbia Records                                         | 25 cm / 78 rpm |
| 1946           | Le roi a fait battre tambour / ?                                                                            | Columbia Records                                         | 25 cm / 78 rpm |
| 1946           | Les trois cloches / Perrine était servante                                                                  | Columbia Records                                         | 25 cm / 78 rpm |
| 1946           | La vie en rose / Un refrain courait dans la rue                                                             | Columbia Records                                         | 25 cm / 78 rpm |
| 1947           | C'est pour ça / Les yeux de ma mère                                                                         | Columbia Records                                         | 25 cm / 78 rpm |
| 1947           | Le roi a fait battre tambour / Ukraine                                                                      | Columbia Records                                         | 25 cm / 78 rpm |
| 1947           | Mariage / Un homme comme les autres                                                                         | Columbia Records                                         | 25 cm / 78 rpm |
| 1947           | Monsieur Ernest a réussi / Le geste                                                                         | Decca Records                                            | 25 cm / 78 rpm |
| 1947           | Si tu partais / Les cloches sonnent                                                                         | Decca Records                                            | 25 cm / 78 rpm |
| 1947           | Une chanson à trois temps / Sophie                                                                          | Decca Records                                            | 25 cm / 78 rpm |
| 1948           | Amour du mois de mai / Cousu de fil blanc                                                                   | Decca Records                                            | 25 cm / 78 rpm |
| 1948           | C'était un jour de fête / J'ai dansé avec l'amour                                                           | Polydor Records                                          | 25 cm / 78 rpm |
| 1948           | Elle fréquentait la rue Pigalle / Le grand voyage du pauvre nègre                                           | Polydor Records                                          | 25 cm / 78 rpm |
| 1948           | Il a chanté / Pot-pourri                                                                                    | Columbia Records                                         | 25 cm / 78 rpm |
| 1948           | Les vieux bateaux / ?                                                                                       | Decca Records                                            | 25 cm / 78 rpm |
| 1948           | M. Lenoble / Les amants de Paris                                                                            | Columbia Records                                         | 25 cm / 78 rpm |
| 1948           | Mon légionnaire / Le fanion de la légion                                                                    | Polydor Records                                          | 25 cm / 78 rpm |
| 1949           | Bal dans ma rue / Le prisonnier de la tour                                                                  | Columbia Records                                         | 25 cm / 78 rpm |
| 1949           | Paris / Pour moi toute seule                                                                                | Columbia Records                                         | 25 cm / 78 rpm |
| 1949           | Pleure pas / L'orgue des amoureux                                                                           | Columbia Records                                         | 25 cm / 78 rpm |
| 1950           | Autumn leaves / My lost melody                                                                              | Columbia Records                                         | 25 cm / 78 rpm |
| 1950           | C'est un gars / Il y avait                                                                                  | Columbia Records                                         | 25 cm / 78 rpm |
| 1950           | Chante-moi / Don't cry                                                                                      | Columbia Records                                         | 25 cm / 78 rpm |
| 1950           | Dany / Il pleut                                                                                             | Columbia Records                                         | 25 cm / 78 rpm |
| 1950           | Hymn to love / Simply a waltz                                                                               | Columbia Records                                         | 25 cm / 78 rpm |
| 1950           | Hymne à l'amour / La p'tite Marie                                                                           | Columbia Records                                         | 25 cm / 78 rpm |
| 1950           | I shouldn't care / Cause I love you                                                                         | Columbia Records                                         | 25 cm / 78 rpm |
| 1950           | La fête continue / C'est d'la faute à tes yeux                                                              | Columbia Records                                         | 25 cm / 78 rpm |
| 1950           | Tous les amoureux chantent / Le ciel est fermé                                                              | Columbia Records                                         | 25 cm / 78 rpm |
| 1950           | La vie en rose / The three bells                                                                            | Columbia Records                                         | 25 cm / 78 rpm |
| 1951           | C'est toi / Chanson bleue                                                                                   | Columbia Records                                         | 25 cm / 78 rpm |
| 1951           | Chansons parisiennes vol. II                                                                                | Columbia Records                                         | 25 cm / 33 rpm |
| 1951           | Chante moi / Une enfant                                                                                     | Columbia Records                                         | 25 cm / 78 rpm |
| 1951           | Dans tes yeux / Le noël de la rue                                                                           | Columbia Records                                         | 25 cm / 78 rpm |
| 1951           | Demain il fera jour / Avant l'heure                                                                         | Columbia Records                                         | 25 cm / 78 rpm |
| 1951           | Du matin jusque au soir / Rien de rien                                                                      | Columbia Records                                         | 25 cm / 78 rpm |
| 1951           | L'homme que j'aimerai / La valse de l'amour                                                                 | Columbia Records                                         | 25 cm / 78 rpm |
| 1951           | Il fait bon t'aimer / Le chevalier de Paris                                                                 | Columbia Records                                         | 25 cm / 78 rpm |
| 1951           | Jezebel / La rue aux chansons                                                                               | Columbia Records                                         | 25 cm / 78 rpm |
| 1951           | Padam, padam / La chanson de Catherine                                                                      | Columbia Records                                         | 25 cm / 78 rpm |
| 1951           | Plue bleu que tes yeux / Je hais les dimanches                                                              | Columbia Records                                         | 25 cm / 78 rpm |
| 1951           | Si, si, si, si                                                                                              | Columbia Records                                         | 25 cm / 78 rpm |
| 1951           | Télégramme / À l'enseigne de la fille sans cœur                                                             | Columbia Records                                         | 25 cm / 78 rpm |
| 1952           | - | -                                                        | -              |
| 1953           | Amour... toujours                                                                                           | Columbia Records                                         | 25 cm / 33 rpm |
| 1953           | Johnny, tu n'es pas un ange / N'y va pas Manuel                                                             | Columbia Records                                         | 25 cm / 78 rpm |
| 1953           | Sœur Anne / Et moi                                                                                          | Columbia Records                                         | 25 cm / 78 rpm |
| 1953           | La vie en rose                                                                                              | Columbia Records                                         | 25 cm / 33 rpm |
| 1954           | Avec ce soleil / Retour                                                                                     | Columbia Records                                         | 25 cm / 78 rpm |
| 1954           | Avec ce soleil / Sous le ciel de Paris                                                                      | Columbia Records                                         | 25 cm / 78 rpm |
| 1954           | Chante Raymond Asso                                                                                         | Polydor Records                                          | 25 cm / 33 rpm |
| 1954           | Chantons Paris                                                                                              | Columbia Records                                         | 25 cm / 33 rpm |
| 1954           | Édith Piaf                                                                                                  | Columbia Records                                         | 25 cm / 33 rpm |
| 1954           | Heureuse / La goualante du pauvre Jean                                                                      | Columbia Records                                         | 25 cm / 78 rpm |
| 1954           | L'homme au piano / Retour                                                                                   | Columbia Records                                         | 25 cm / 78 rpm |
| 1954           | Mea culpa / Enfin le printemps                                                                              | Columbia Records                                         | 25 cm / 78 rpm |
| 1954           | Mes grands succès                                                                                           | Columbia Records                                         | 25 cm / 33 rpm |
| 1954           | Sous le ciel de Paris / ?                                                                                   | Columbia Records                                         | 25 cm / 78 rpm |
| 1954           | Toi qui disais, qui disais, qui disais                                                                      | Columbia Records / Pathé-Records                         | 17 cm / 45 rpm |
| 1954           | Le tour de chant d'Édith Piaf à l'Olympia - n°1                                                             | Columbia Records                                         | 25 cm / 33 rpm |
| 1954           | Le « Ça ira » / ?                                                                                           | Columbia Records                                         | 25 cm / 78 rpm |
| 1955           | C'est à Hambourg                                                                                            | Columbia Records / Pathé-Records                         | 17 cm / 45 rpm |
| 1955           | C'est à Hambourg / Le chemin des forains                                                                    | Columbia Records                                         | 25 cm / 78 rpm |
| 1955           | La goualante du pauvre Jean                                                                                 | Columbia Records                                         | 17 cm / 45 rpm |
| 1955           | Miséricorde / ?                                                                                             | Columbia Records                                         | 25 cm / 78 rpm |
| 1955           | Edith Piaf N° 1                                                                                             | Philips Records                                          | 25 cm / 33 rpm |
| 1955           | Padam Padam...                                                                                              | Columbia Records                                         | 17 cm / 45 rpm |
| 1955           | Tino ROSSI - Edith PIAF                                                                                     | Columbia Records                                         | 17 cm / 45 rpm |
| 1955           | Le tour de chant d'Édith Piaf à l'Olympia - n°2                                                             | Columbia Records                                         | 25 cm / 33 rpm |
| 1955           | Le tour de chant d'Édith Piaf à l'Olympia - n°3                                                             | Columbia Records                                         | 25 cm / 33 rpm |
| 1955           | Un grand amour qui s'achèvre / ?                                                                            | Columbia Records                                         | 25 cm / 78 rpm |
| 1956           | Record digest n° 1                                                                                          | Columbia Records                                         | 17 cm / 45 rpm |
| 1956           | Sings in english                                                                                            | Philips Records                                          | 17 cm / 45 rpm |
| 1956           | Soudain, une vallée                                                                                         | Columbia Records / Pathé-Records                         | 17 cm / 45 rpm |
| 1956           | Succès de Paris n° 1                                                                                        | Columbia Records                                         | 17 cm / 45 rpm |
| 1956           | Succès de Paris n° 2                                                                                        | Columbia Records / Pathé-Records                         | 17 cm / 45 rpm |
| 1956           | La vie en rose                                                                                              | Columbia Records / Pathé-Records                         | 17 cm / 45 rpm |
| 1956           | Y'a pas d'printemps                                                                                         | Philips Records                                          | 17 cm / 45 rpm |
| 1957           | Chansons immortelles                                                                                        | Philips Records                                          | 25 cm / 33 rpm |
| 1957           | Claude Véga présente Édith Piaf, Pierre Fresnay, Mick Micheyl, Eddie et Tania Constantine, Edwige Feuillère | RCA Records                                              | 17 cm / 45 rpm |
| 1958           | Les amants de demain                                                                                        | Columbia Records                                         | 17 cm / 45 rpm |
| 1958           | La bourse des chansons (N° 3)                                                                               | Columbia Records                                         | 17 cm / 45 rpm |
| 1958           | Édith Piaf chante Jo Moustaki                                                                               | Columbia Records                                         | 17 cm / 45 rpm |
| 1958           | La foule | Columbia Records / Pathé-Records                         | 17 cm / 45 rpm |
| 1958           | Les grognards                                                                                               | Columbia Records                                         | 17 cm / 45 rpm |
| 1958           | Mon manège à moi                                                                                            | Columbia Records / Pathé-Records                         | 17 cm / 45 rpm |
| 1959           | C'est l'amour                                                                                               | Columbia Records                                         | 25 cm / 33 rpm |
| 1959           | C'est un homme terrible                                                                                     | Columbia Records                                         | 17 cm / 45 rpm |
| 1959           | Milord | Columbia Records / Pathé-Records                         | 17 cm / 45 rpm |
| 1960           | Les amants merveilleux                                                                                      | Columbia Records                                         | 17 cm / 45 rpm |
| 1960           | Le ballet des coeurs                                                                                        | Pathé-Records                                            | 30 cm / 33 rpm |
| 1960           | Boulevard du crime                                                                                          | Columbia Records / Pathé-Records                         | 17 cm / 45 rpm |
| 1960           | C'est l'amour                                                                                               | Columbia Records                                         | 17 cm / 45 rpm |
| 1960           | C'est toujours la même histoire, l'accordéoniste...                                                         | Philips Records                                          | 30 cm / 33 rpm |
| 1960           | Non, je ne regrette rien                                                                                    | Columbia Records / Pathé-Records                         | 17 cm / 45 rpm |
| 1960           | Ouragan | Columbia Records / Pathé-Records                         | 17 cm / 45 rpm |
| 1960           | La vie en rose                                                                                              | Columbia Records / Pathé-Records                         | 17 cm / 45 rpm |
| 1961           | "Olympia 61" Vol.2                                                                                          | Columbia Records / EMI                                   | 30 cm / 33 rpm |
| 1961           | Les amants de Teruel                                                                                        | Columbia Records                                         | 25 cm / 33 rpm |
| 1961           | Les amants                                                                                                  | Columbia Records / Pathé-Records                         | 17 cm / 45 rpm |
| 1961           | Boulevard du crime                                                                                          | La voz de su amo                                         | 17 cm / 45 rpm |
| 1961           | La bourse des chansons n° 4                                                                                 | Columbia Records / Pathé-Records / La voix de son maître | 25 cm / 33 rpm |
| 1961           | De l'accordéoniste à Milord                                                                                 | Columbia Records / Pathé-Records                         | 30 cm / 33 rpm |
| 1961           | Exodus | Columbia Records / Pathé-Records                         | 17 cm / 45 rpm |
| 1961           | Mon Dieu | Columbia Records / Pathé-Records                         | 17 cm / 45 rpm |
| 1961           | Quatre chansons de Charles Dumont                                                                           | Columbia Records                                         | 17 cm / 45 rpm |
| 1961           | Récital 1961                                                                                                | Olympia                                                  | 30 cm / 33 rpm |
| 1961           | La vie en rose                                                                                              | Columbia Records                                         | 25 cm / 33 rpm |
| 1961           | Edith Piaf vol. II.                                                                                         | Philips Records                                          | 30 cm / 33 rpm |
| 1962           | À quoi ça sert l'amour                                                                                      | Columbia Records / Pathé-Records                         | 17 cm / 45 rpm |
| 1962           | Le bel indifférent                                                                                          | Columbia Records                                         | 25 cm / 33 rpm |
| 1962           | Fallait-il                                                                                                  | Columbia Records                                         | 25 cm / 33 rpm |
| 1962           | Inconnu excepté de Dieu                                                                                     | Columbia Records                                         | 17 cm / 45 rpm |
| 1962           | Récital 1962                                                                                                | Columbia Records                                         | 30 cm / 33 rpm |
| 1962           | Toi, tu l'entends pas                                                                                       | Columbia Records                                         | 17 cm / 45 rpm |
| 1963           | C'est lui que mon coeur a choisi                                                                            | Philips Records                                          | 17 cm / 45 rpm |
| 1963           | Le droit d'aimer                                                                                            | Columbia Records / Pathé-Records                         | 17cm / 45 rpm  |
| 1963           | Édith Piaf chante Raymond Asso                                                                              | Philips Records                                          | 30cm / 33 rpm  |
| 1963           | Mon légionnaire                                                                                             | Philips Records                                          | 17cm / 45 rpm  |
| 1963           | Edith Piaf N° 1                                                                                             | Philips Records                                          | 25cm / 33 rpm  |
| 1963           | Récital Bobino 1963                                                                                         | Columbia Records                                         | 30cm / 33 rpm  |

## Slágerei
- Tu Es Partout (1943)
- La Vie en rose (1945)
- Les Trois Cloches (1945)
- Autumn Leaves (1948)
- Hymne à l'amour (1949)
- Padam, padam... (1951)
- Sous le ciel de Paris (1954)
- Miséricorde (Heaven Have Mercy) (1955)
- Les Amants d'un jour (1956)
- La Foule (1957)
- Milord (1959)
- Non, je ne regrette rien (1960)
- Mon Légionnaire

## Filmszerepek
- La garçonne (1936), Jean de Limur
- Montmartre-sur-Seine (1941), Georges Lacombe
- Fénytelen csillag (Étoile sans lumiére) (1946), Marcel Blistène
- Paris chante toujours (1951), Pierre Montazel
- Párizsi szívdobbanás (Boum sur Paris) (1953), Maurice de Canonge
- A Versailles-i kastély (Si Versailles m’était conté) (1954), Sacha Guitry
- French cancan (1954), Jean Renoir

## Könyvek
- "Nem bánok semmit sem"; bev. Jean Cocteau, ford. Krén Katalin, versford. Reményi Gyenes István, jegyz. Barta András; Gondolat, Bp., 1970
- Életem; Edith Piaf; ford. Szentgyörgyi Rita; Múzsák, Bp., 1989
- Jean Noli: Piaf, a titok; ford. Schubert Éva, előszó Charles Aznavour; Babits, Szekszárd, 1997
- Bradányi Iván: Edith Piaf; Szekipress, Bp., 2000
- Friedrich Weissensteiner: Kicsik és híresek. Edith Piaf, Henri de Toulouse-Lautrec, Gottfried Keller, Franz Schubert, Bonaparte Napóleon, Immanuel Kant, Savoyai Jenő herceg; ford. Rónaszegi Éva; Sziget, Bp., 2007
- Philippe Crocq–Jean Mareska: Édith Piaf. Rózsa és tövis; ford. Orbán Gábor; Európa, Bp., 2008

## Emlékezete

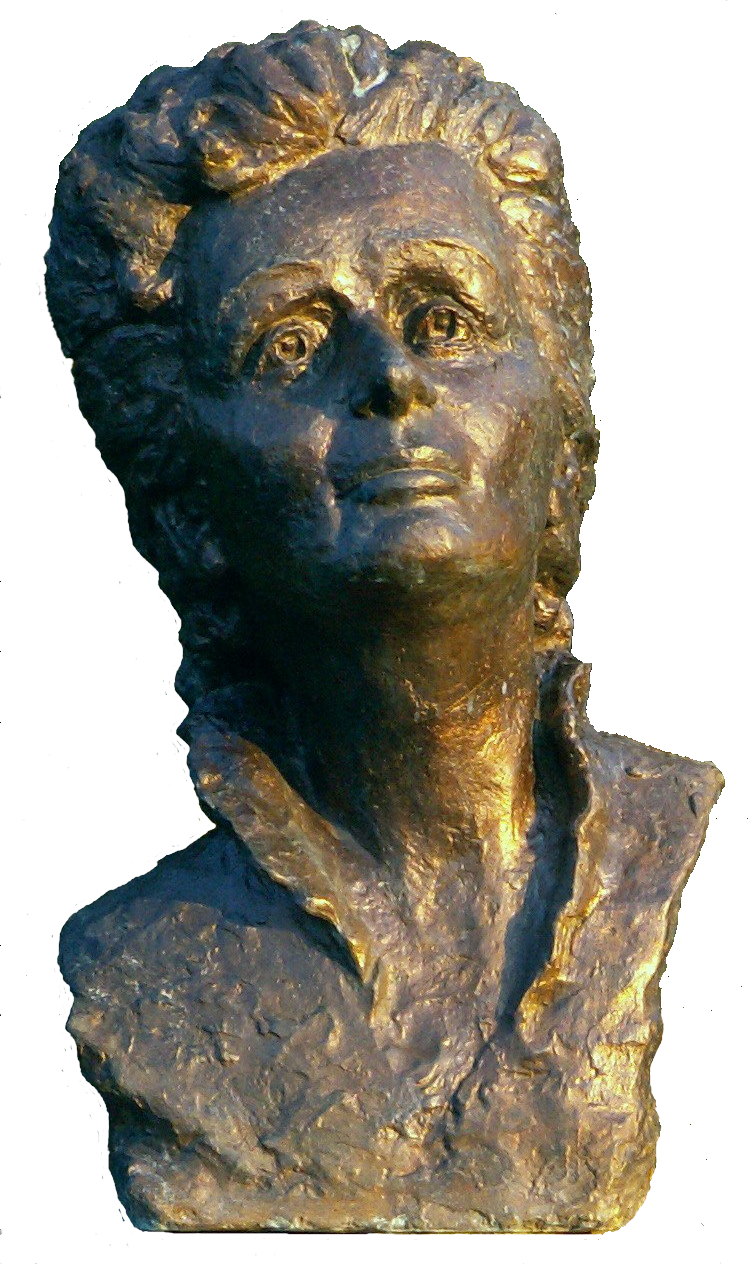
Szobra Lengyelországban

- Edith Piaf – Vári Éva önálló estje
- Piaf (2007), életéről szóló film Olivier Dahan rendezésében. A főszerepét Marion Cotillard alakítja, aki alakításáért Oscar-díjat kapott.
- Bibi Canta Piaf (2004) film, melyben Bibi Ferreira brazil énekesnő énekli dalait
- Edith és Marcel (1983) Piaf és Marcel Cerdan kapcsolatát bemutató film, Evelyne Bouix alakításával
- Edith Piaf (1974) az énekesnő halálának 10. évfordulójára készült film, Brigitte Ariel főszereplésével
- Edith Piaf 100e anniversaire (2015), születésének 100. évfordulójára kiadott, 2 lemezes, best of album.
- Edith Piaf 1915-2015 Box Set (2015), születésének 100. évfordulójára kiadott 21 lemezes díszdoboz.
- PIAF The Show - születésének 100. évfordulója tiszteletére szervezett koncert, Anne Carrere előadásában.
- Lara De Mare: Égben maradt repülő , zenés titkok Edith Piaf életéből - A Turay Ida Színház 2015/2016-os bemutatója (Főszerepben: Keresztes Ildikó)

A magyar posta 2015-ben bélyegblokkot bocsátott ki emlékére, 100 éve született Edith Piaf címmel.

## További információ
- Édith Piaf a Facebookon
- Édith Piaf az Internet Movie Database-ben (angolul)
- Édith Piaf Profile. Famousfix.com. (Hozzáférés: 2023. július 22.)
- Édith Piaf magyar oldala (magyar nyelven). Piaf.hu. (Hozzáférés: 2023. július 22.)
- Magyarkúti Barna; Ajpek Orsi: A kis veréb nem bánt meg semmit (Képriport Édith Piaf életéről) (magyar nyelven). index.hu, 2013. október 11.
- Az Édith Piaf Múzeumról a parisinfo.com oldalon Archiválva 2013. február 27-i dátummal a Wayback Machine-ben (franciául)